# Provincia di Mortara
La provincia di Mortara fu una suddivisione amministrativa di secondo livello del Piemonte del XVIII secolo. A dispetto del nome, non rappresentava una provincia nel senso moderno del termine, ma corrispondeva ad un circondario.

## Storia
Ad inizio del Settecento, il Piemonte iniziò una forte pressione diplomatica e militare ad oriente sulla Lombardia approfittando della crisi dinastica degli Asburgo che la possedevano. Allo scoppio della guerra di successione spagnola i Savoia trovarono un accordo con l'Austria che prevedeva compensi territoriali se l'avessero aiutata a recuperare Milano dalla Spagna sul cui trono era asceso un principe francese. Dopo alcuni lunghi e duri anni culminati con l'assedio di Torino, la reazione degli eserciti tedesco-piemontesi sortì un contrattacco che consentì l'occupazione della Lombardia. Ai Savoia spettava dai patti un pezzo del Principato di Pavia, la Lomellina, che per creare un dato di fatto fu subito incorporata senza attendere la pace siglata col trattato di Utrecht.
Dopo la parentesi napoleonica, che nel 1800 aveva comportato l'attivazione di una diversa geografia amministrativa all'interno del Dipartimento dell'Agogna, al momento della Restaurazione le truppe austriache che avevano occupato il Nord Italia imposero un po' ovunque il puro e semplice ripristino delle autorità amministrative precedenti all'arrivo dei francesi. Apparve tuttavia subito evidente anche ai più conservatori l'anacronismo dell'assetto della Lomellina, suddivisa in due aree solo per un puro retaggio storico. 
Tre anni dopo dunque, il 10 novembre 1818, il re Vittorio Emanuele I emanò un editto che raggruppò tutta la Lomellina sotto un'unica amministrazione e prefettura con sede a Mortara.